# Цзи Тяньсянь, Марк
 Марк Цзи Тяньсянь  (кит.  冀天祥 瑪谷, 1834 г., провинция Хэбэй, Китай — 7.07.1900, там же) — святой Римско-Католической Церкви, мученик.

## Биография
Марк Цзи Тяньсянь родился в 1834 году в провинции Хэбэй. Его брат был католическим священником. Марк Цзи Тяньсянь изучал акупунктуру и занимался частной медицинской практикой. Из-за болезни стал употреблять опиум, который приносил ему облегчение при его болезни. Однако через некоторое время он пристрастился к этому наркотику. Из-за его пристрастия к наркотику священник перестал допускать его к принятию католических таинств. На протяжении почти тридцати лет он не мог в полной мере участвовать в католических богослужениях, потому что не мог отказаться от своей привычки к опиуму.
В 1899—1900 гг. в Китае происходило ихэтуаньское восстание, во время которого жестоко преследовались христиане. Повстанцы захватили Марка Цзи Тяньсянь вместе с его одиннадцатью родственниками и всех убили после жестоких пыток.

## Прославление
Марк Цзи Тяньсянь был беатифицирован 17 апреля 1955 года Римским Папой Пием XII и канонизирован 1 октября 2000 года Римским Папой Иоанном Павлом II вместе с группой 120 китайских мучеников.
День памяти в Католической Церкви — 9 июля.

## Источник
- George G. Christian OP, Augustine Zhao Rong and Companions, Martyrs of China, 2005, стр. 67